# Wil Huygen
Wil Huygen, Willibrord Joseph Huygen, född 23 juni 1922 i Amersfoort, död 14 januari 2009 i Bilthoven , nederländsk författare. Han är främst känd för sina böcker om tomtar illustrerade av Rien Poortvliet.

## Böcker utgivna på svenska[2]
- 1979 - Tomtar ISBN 91-29-52811-9
- 1979 - Om oss tomtar ISBN 91-29-53687-1
- 1982 - Tomtarnas hemligheter ISBN 91-29-55556-6
- 1988 - I tomtarnas värld ISBN 91-7940-126-0
- 1989 - Boken om Gubben Blund och sömnens ABC ISBN 91-29-59189-9